# 105-й окремий мотострілецький полк ПВ КДБ (СРСР)
105-й окремий мотострілецький Ризький Червонопрапорний ордена Червоної Зірки полк — військове формування прикордонних військ КДБ СРСР.
Після розпаду СРСР перейшов під юрисдикцію України.

## Історія

### Створення і воєнні роки
27 січня 1942 року для комплектування новоствореного з'єднання, в розпорядження оперативної групи на чолі з майором Василем Алексеєвим, прибули дві позаштатні роти Окремого батальйону Особливого відділу НКВС у складі 310 чоловік командного та рядового складу з озброєнням, матеріальною частиною та майном. Того ж дня до їх приєднались 54 воїни 20-ї та 21-ї прикордонних застав 8-го прикордонного загону. 1 січня прибула остання команда — 25 бійців стрілецького взводу 20-ї стрілецької дивізії НКВС. Ці підрозділи і стали основою для формування полку. Наказом по прикордонних військам від 15 лютого 1942 року він отримав назву 105-го прикордонного полку військ НКВС з охорони тилу Ленінградського фронту. Його першим командиром призначено майора Василя Алексеєва.
У липні 1942 року полк передано до складу Волховського фронту. 25 квітня 1943 року 105-му полку від імені Президії Верховної Ради СРСР йому вручено Бойовий Червоний прапор. 10 травня 1944 року полк передано Управлінню військ НКВС з охорони тилу 3-го Прибалтійського фронту. 13 жовтня того ж року, перебуваючи у бойових порядках фронту, полк взяв участь у визволенні від німецьких військ міста Рига. А вже 31 жовтня наказом Верховного Головнокомандувача Червоної Армії 105-му прикордонному полку присвоєно почесне найменування — «Ризький».
7 листопада для виконання бойових завдань по боротьбі з бандитизмом полк передислоковується до Білорусі і підпорядковується 10-й стрілецькій дивізії Внутрішніх військ НКВС. Із 23 березня 1945 року полк розпочав виконання завдань по охороні тилу 1-го Білоруського фронту. А 24 квітня, перебуваючи в бойових порядках 5-ї Ударної армії 1-го Білоруського фронту, після 140 кілометрового маршу вийшов на східну околицю Берліна і разом з іншими частинами Червоної Армії взяв участь у штурмі Рейхстагу. Воїни 105-го полку охороняли Потсдамську конференцію країн-переможців гітлерівської Німеччини. 11 червня 1945 року за зразкове виконання завдань командування в боях з німецько-фашистськими загарбниками при оволодінні містом Берлін і проявлені при цьому доблесть та мужність полк нагороджено орденом Червоного Прапора.

### Повоєнний період
Після закінчення Другої світової війни полк залишився на території Східної Німеччини. У серпні 1958 року рішенням Ради Міністрів СРСР полк передано з МВС до КДБ при Раді Міністрів СРСР і він отримує назву 105-й окремий мотострілецький Ризький Червонопрапорний ордена Червоної Зірки полк КДБ. З серпня 1963 року — 105-й окремий Ризький Червонопрапорний ордена Червоної Зірки полк спеціального призначення КДБ СРСР. З 1945 по 1992 рік полк та його підрозділи несли службу на території НДР-ФРН — в Берліні та його передмістях: Бісдорфі, Вайсензеє, Карлсхорсті, Руммельсбурзі, містах Потсдам, Лейпциг, Росток, Шверін, Зігмар та Ерфурт.
Після розпаду СРСР перейшов під юрисдикцію України.

## Командири
- підполковник Алексеєв Василь Васильович — 15.02.1942 — 16.07.1946
- підполковник Грабовський Євген Олександрович — 16.07.1946 — 8.08.1947
- полковник Алексеєв Михайло Леонідович — 8.08.1947 — 06.02.1954
- полковник Секретарьов Костянтин Федорович — 06.02.1954 — 11.11.1954
- полковник Коптев Федор Григорович — 22.12.1954 — 13.09.1957
- полковник Іванов Олександр Федорович — 13.09.1957 — 26.01.1960
- полковник Назаров Павло Романович — 26.01.1960 — 10.12.1964
- підполковник Антонов Віктор Сергійович — 10.12.1964 — 21.05.1970
- полковник Орлов Володимир Петрович — 21.05.1970 — 6.12.1974
- підполковник Євсіков Едуард Георгійович — 6.12.1974 — 1.08.1978
- підполковник Пахило Леонід Лаврентійович — 1.08.1978 — 14.10.1980
- полковник Федоренко Іван Андрійович — 14.10.1980 — 12.11.1985
- підполковник Попов Борис Миколайович — 12.11.1985 — 23.06.1988
- полковник Чубін Віктор Сергійович — 3.06.1988 — 30.03.1991
- полковник Єгоров Ігор Васильович — 30.03.1991 — 16.11.1992